# Gelotofobia
La noción de la gelotofobia deriva de las palabras griegas gélos (γέλως = "la risa") y phobía (φοβία = "el miedo"). Ésta denominación se usa en personas que tienen "miedo a ser objeto de burla“. Estas personas no son capaces estimar la risa en su significado y valor afectivos positivos, y el usarla respectivamente como condición y postura de vida marcada por la alegría, júbilo, regocijo, y de relajación. Además, ellos experimentan la risa de sus prójimos (aun cuando de ningún modo está agresivamente pensada o dirigida con ese fin) básicamente como una amenaza a la propia autoestima.
La gelotofobia está siendo estudiada de forma científica desde el 2008 en todo el mundo, sobre todo por psicólogos, psiquiatras y sociólogos. Esta investigación fue iniciada a través de observaciones clínicas de Michael Titze, que introducía la noción gelotofóbia en 1995. Titze constataba que algunas personas primariamente tienen miedo de ser objeto de burla por parte de sus compañeros o personas que lo rodean socialmente. Estas personas son propensas a prestarle permanentemente atención a señales en sus alrededores de risas burlonas o sarcásticas. Así, ellos están convencidos de ser o hacer el ridículo frente a todos y en todos los aspectos (en forma global).

## Aspecto exterior
A los gelotofóbicos les falta vida, espontaneidad y alegría de vivir. A menudo dan la impresión en su entorno social, de ser distantes y fríos.
La característica más sobresaliente o marcada, es que el humor y la risa no son ninguna experiencia social que lo distienda y sea agradable para él, sino al contrario, disparan en él tensión y miedo.
Ya Henri Bergson comparaba a personas que se hacen blanco de burlas y risas burlonas, con muñecas torpes o marionetas.
Para esconder ésta mancha vergonzosa de su entorno, los gelotofóbicos se esfuerzan en aparecer lo más discretos posible, pero sin embargo, esto provoca el efecto contrario: sus movimientos se llevan a cabo de tal manera, que despiertan una impresión de torpeza, y rigidez.
Titze caracterizaba a ésta apariencia o aspecto "cómico", como el "síndrome de pinocho".

## Gelotofobia y fobia social
El síndrome de pinocho se manifiesta por lo general como una tensión muscular acompañada de síntomas fisiológicos específicos, como por ejemplo la aceleración del ritmo cardíaco, convulsiones musculares, temblor, rubefacción (ponerse colorado), sudoración, disnea o respiración entrecortada y una garganta y boca secas.
Tales síntomas son igualmente característicos para una fobia social. Sin embargo, en una fobia social se trata del miedo generalizado al rebatimiento/rechazo social, mientras que la gelotofobia debe ser entendida como un miedo específico al rechazo social estimulado a través de la risa.
Por eso, se puede decir o sostener: que todo gelotofóbico es un fóbico social, pero no todo fóbico social es un gelotofóbico. Kim Edwards y un colaborador constataban que la gelotofóbia se distingue de una fobia social, en que en su historia particular se producían repetidas experiencias traumáticas con la risa burlona.

## Causas y consecuencias de la gelotofobia
En virtud de observaciones clínicas, se generó un modelo de causas y consecuencias de la gelotofobia, que formulaba y contenía las siguientes condiciones:
Causas
- En la infancia: Desarrollo de una vergüenza primaria a causa de marcado desinterés y frialdad emocional en la interacción entre la/s persona/s de referencia y el niño.
- Experiencias traumáticas con la risa humillante (la burla, mofa/ser objeto de burlas, ridiculizado) en la infancia y la juventud.
- Experiencias traumáticas intensivas con risas sarcásticas en la edad adulta (p. ej. mobbing).

Consecuencias
- Comportamiento "extraño"
- Las competencias sociales están mal desarrolladas.
- Molestias psicosomáticas, p. ej., se ruborizan, dolor de cabeza por tensión nerviosa, temblores, vértigo, molestias lingüísticas, pérdida de control emocional.
- "Síndrome de pinocho": rigidez emocional, "petrificación" de la mímica, movimientos de cuerpo "torpes", poco hábiles. Los afectados parecen fríos, inaccesibles y raros.
- Pérdida de la espontaneidad, autoestima y alegría de vivir.
- La risa y humor no provocan ningún efecto que afloje o provoque alegría, sino más bien miedo y una agresividad destructiva.
- Retirada de la vida social para protegerse de las repetidas risas denigrantes o humillantes.

## Señales que caracterizan la gelotofóbia
A continuación algunas señales de disposición típicas o que caracterizan a los gelotofóbicos:
- Comportamiento de retraimiento social motivado por el miedo a quedar en ridículo en público.
- Miedo a la risa de los otros.
- Valoración paranoica de observaciones humorísticas del grupo social.
- Insuficiente capacidad de relacionarse con otras personas de una manera alegre y llena de humor.
- Autovaloración crítica con respecto al propio cuerpo como así también las propias competencias verbales y no verbales.
- Se producen sensaciones de inferioridad y envidia en comparación con la competencia de humor de otras personas.

## Valoración diagnóstica de la gelotofobia
Partiendo de las señales caracterizantes y de disposición típicas (habiendo sido éstas señaladas más arriba, como características de la gelotofobia), fueron derivadas 46 constataciones específicas, y que forman la base de un cuestionario interrogativo para la evaluación de la gelotofóbia (GELOPH 46), comenzando con situaciones mínimamente amenazantes hasta situaciones extremadamente amenazantes. De ello se derivo/generó un cuestionario interrogativo corto sobre la gelotofobia, que contenía solamente 15 declaraciones (el GELOPH 15). Tras la GELOPH se creó todo un instrumental que recurre a caricaturas, que mostraba personas riéndose en diferentes situaciones. Una imagen señala, por ejemplo, como alguien observa a dos personas riendo. El sujeto del experimento deben opinar, lo que el observador podría experimentar con esto. Mientras que aquel que no tiene de gelotofóbia podría responder: Los jóvenes están simplemente diviertiéndose, una respuesta típica de un gelotofóbico sería: ¿Por qué ellos se burlan de mí?

## Validación y estudios empíricos
En estudios empíricos, fueron asegurados y logrados conocimientos estadísticos sobre la estructura de personalidad de los glotofóbicos. Así Willibald Ruch determinaba o señalaba, que los gelotofóbicos son introvertidos y neuróticos. En el modelo de personalidad PEN de Jurgen Eysenck, en la gelotofobia están muy correlacionados las dimensiones de la introversión y neuroticismo. Y en viejas escalas-P los gelotofóbicos consiguen el puntaje más elevado en la dimensión de psicoticismo.
También parecen haber adquirido experiencia de vergüenza intensiva en el curso de su vida, y experimentan de manera significativa no sólo la vergüenza sino también miedo durante una semana normal. Además los gelotofóbicos experimentan sensaciones negativas, si ellos oyen reír a otras personas.
Los gelotofóbicos no pueden discernir entre una risa amable y una hostil
Reaccionan a cada risa con sentimientos negativos como vergüenza, miedo y enojo. La capacidad de experimentar la alegría y de desarrollar formas de humor que ligan socialmente está bastante reducida.  La mayoría de los gelotofóbicos recuerdan situaciones de infancia penosas en las cuales sus personas de referencia se burlaban de ellos y fueron objeto de risa.

## Fortaleza, inteligencia y competencia para el humor
Pruebas específicas señalan que los gelotofóbicos infravaloran a menudo sus potenciales y competencia propias. Son propensos a considerarse como menos virtuosos que las personas que personalmente conocen.  Y así consecuentemente, los gelotofóbicos infravaloran su capacidad intelectual en hasta alrededor de 6 puntos de su coeficiente intelectual. Además tienen una actitud totalmente negativa frente a la risa. La risa no es capaz de lograr un humor alegre. Personalmente se consideran como menos llenos de humor, que lo que realmente son (según resultados de pruebas específicas).

## Estudio internacionales sobre gelotofóbia
El GELOPH 15 fue traducido a más de 40 lenguas, reconocido y usado en 72 países diferentes de todo el mundo. Los resultados muestran que los sujetos objeto de la experimentación examinados pueden ser diferenciados por dos factores y motivos fundamentales respectivamente, ya sea por a) inseguridad y (b) el comportamiento de evitación. Los gelotofóbicos inseguros intentan de ocultar ante los demás su convicción de ser raros y ridículos. (Este motivo está altamente divulgado en los resultados conforme a los estudios de Turkmenistán y Camboya) En cambio, los gelotofóbicos tienden a evitar todo tipo de situaciones sociales en los cuales pueden ser objeto de burlas.
Es así, que la risa es experimentada como una amenaza de la autoestima (Éste motivo está particularmente difundido en Irak, en Egipto, Jordania y en Tailandia). La prevalencia de la gelotofobia es muy alta en Asia, dado que allá el bienestar del grupo toma una prioridad alta y los intereses del individuo se subordinan a los del grupo. El motivo que de nuevo se deduce es, el "salvar la cara" a toda costa y bajo toda circunstancia.
Basado en los resultados de éste estudio multinacional, los autores comprenden a la gelotofobia como una señal de la personalidad y no como una enfermedad. La extensión correspondiente de la gelotofobia va, desde una forma mínima, hasta una muy alta o miedo patológico.

## La gelotofóbia en países que hablan español
En 2010 era examinada/estudiada la prevalencia de gelotofóbicos en países que hablan español.
Los primeros datos empíricos de la versión española de la GELOPH<15>, escala que evalúa la gelotofobia. Iniciamente se usó una muestra española de 601 participantes. Posteriormente, los resultados fueron replicados en una muestra colombiana de 211 participantes. La fiabilidad de las puntuaciones de las versiones traducidas fue adecuada (α = 0,85 y a = 0,81 respectivamente). La estructura unidimensional de la escala fue confirmada. La adhesión mostrada a cada uno de los ítems fue significativamente diferente en las dos muestras. Las puntuaciones en gelotofobia fueron independientes de las variables sociodemográficas, a excepción de la edad en el caso de la muestra colombiana, donde los jóvenes presentaron puntuaciones superiores.
El 11.61% de la muestra española y el 8.53% de la colombiana sobrepasó la puntuación de corte que indica que al menos está presente una manifestación leve de síntomas gelotofóbicos. Se concluye que la versión española de la GELOPH<15> es un instrumento útil y fiable para la medición de la gelotofobia.

## Literatura
- Carretero-Dios, H., Proyer, R. T., Ruch, W., & Rubio V. J.The Spanish version of the GELOPH <15>: Properties of a questionnaire for the assessment of the fear of being laughed at in International Journal of Clinical and Health Psychology, Jg 10, Nr.2, 2010, ISSN 1697-2600, S. 345-357 (PDF;302 KB)
- Edwards, K.R., Martin, R. A & Dozois, D J. A. The fear of being laughed at, social anxiety, and memories of being teased durcing childhood in Psychological Test and Assessment Modeling, Jg 52, Nr.1, 2010 ISSN 2190-0493 S.94-107 (PDF;149 KB)
- Führ, M., Proyer, R. T., & Ruch, W. Assessing the fear of being laughed at(gelotophobia): First evaluation of the Danish GELOPH<15>. in  Nordic Psychology, Jg 61, Nr.2, 2009 ISSN 1901-2276 S.62-73.
- Führ, M. The applicability of the GELOPH <15> in children and adolescents: First evaluation in a large sample of Danish pupils in Psychological Test and Assessment Modeling, Jg 52 Nr.1, 2010 ISSN 2190-0493 S.60-76.(PDF;204 KB)
- Forabosco, G., Dore, M., Ruch, W., & Proyer, R. T. Psicopatologia della paura di essere deriso. Un’indagine sulla gelotofobia in Italia. in  Giornale di Psicologia, Jg 3 Nr.2, 2009, ISSN 1971-9450 S.183-190 (PDF; 1,1 MB (enlace roto disponible en Internet Archive; véase el historial, la primera versión y la última).)
- Gaidos, S. When humor humiliates in  Science News, Jg 178, Nr.3, 2009 S.18-26. ()
- Hemmer, M. Nur Spott und Hohn? Für manche Menschen ist jedes Lachen bedrohlich in PSYCHOLOGIE HEUTE, 37 (5),2010, S.11
- Hřebícková, M., Ficková, E., Klementová, M., Ruch, W., & Proyer, R. T. (2009). Strach ze zesmesnení: Ceská a slovenská verze dotazníku pro zjistování gelotofobie [Die Angst vor dem Ausgelachtwerden: Die tschechische und slowakische Version des GELOPH 15] in Ceskoslovenská Psychologie, 53, S.469-480.
- Kazarian, S., Ruch, W., & Proyer, R. T. Gelotophobia in the Lebanon: The Arabic version of a questionnaire for the subjective assessment of the fear of being laughed at. in Arab Journal of Psychiatry, 20, 2009, S.42-56.
- Papousek, I., Ruch, W., Freudenthaler, H. H., Kogler, E., Lang, B., & Schulter, G. Gelotophobia, emotion-related skills and responses to the affective states of others in Personality and Individual Differences, 47, 2009, S.58-63.
- Platt, T. Emotional responses to ridicule and teasing: Should gelotophobes react differently? in  Humor: International Journal of Humor Research, 21 (2), 2008,: S.105-128
- Platt, T. & Ruch, W. The emotions of gelotophobes: Shameful, fearful and joyless? in Humor: International Journal of Humor Research, 22,2009, S.91-110.
- Platt, T., Proyer, R.T. & Ruch, W. Gelotophobia and bullying: The assessment of the fear of being laughed at and its application among bullying victims. in Psychology Science Quarterly, 5, 2009, S.135-147.
- Platt, T., Ruch, W., & Proyer, R. T. A lifetime of the fear of being laughed at: An aged perspective in Zeitschrift für Gerontologie und Geriatrie, 43, 2010, S.36-4.
- Proyer, R. T., & Ruch, W. How virtuous are gelotophobes? Self- and peer-reported character strengths among those who fear being laughed at. in Humor: International Journal of Humor Research, 22, 2009a, S.145-163.
- Proyer, R.T., & Ruch, W. Intelligence and gelotophobia: The relations of self-estimated and psychometrically measured intelligence to the fear of being laughed at. in  Humor: International Journal of Humor Research, 22, 2009b, S.165-181.
- Proyer, R. T., & Ruch, W. Dispositions towards ridicule and being laughed at: Current research on gelotophobia, gelotophilia, and katagelasticism (Editorial to Special Issue) in Psychological Test and Assessment Modeling, 52(1), 2010, S.49-59.
- Proyer, R.T., Ruch, W., Ali, N.S., Al-Olimat, H.S., Andualem Adal, T., Aziz Ansari S et al.  Breaking ground in cross-cultural research on the fear of being laughed at (gelotophobia): multi-national study involving 73 countries. in  Humor: International Journal of Humor Research, 22, 2009, S.253-279.
- Ruch, W. Gelotophobia: A useful new concept? Paper presented at the 2004 Colloquium Series, Department of Psychology, University of California at Berkeley, Berkeley USA. 2004
- Ruch, W. Fearing humor?  Gelotophobia: The fear of being laughed at. Introduction and overview. in  Humor: International Journal of Humor Research, 22, 2009,S.1-26.
- Ruch, W., & Proyer, R. T. The fear of being laughed at: Individual and group differences in gelotophobia. in  Humor: International Journal of Humor Research, 21(1), 2008, S.47-67.
- Ruch, W. & Proyer, R. T.  Who is gelotophobic? Assessment criteria for the fear of being laughed at. in Swiss Journal of Psychology 67, 2008, S.19-27.
- Ruch, W., & Proyer, R. T. Who fears being laughed at? The location of gelotophobes in the Eysenckian PEN-model of personality. in Personality and Individual Differences, 46(5-6),2009, S.627-630.
- Ruch, W., O. Altfreder u. R. T. Proyer  How do gelotophobes interpret laughter in ambiguous situations? An experimental validation of the concept in Humor. International Journal of Humor Research 22/1-2, 2009, S.63-90
- Ruch, W., Beermann, U., & Proyer, R. T.  Investigating the humor of gelotophobes: Does feeling ridiculous equal being humorless? in Humor: International Journal of Humor Research, 22, 2009, S.111-143.
- Titze, M. Die heilende Kraft des Lachens. Frühe Beschämungen mit Therapeutischem Humor heilen, Kösel-Verlag, München, 1995 ISBN 3-466-30390-7
- Titze, M. The Pinocchio Complex: Overcoming the fear of laughter in  Humor & Health Journal, V, 1996, S.1-11
- Titze, M. Das Komische als schamauslösende Bedingung in R. Kühn, M. Raub & M. Titze: Scham - ein menschliches Gefühl Westdeutscher Verlag, Opladen, 1997, S.169-178
- Titze, M. Die Heilkraft des Lachens in A. A. Bucher, R. Seitz & R. Donnenberg (Hrsg.): Ich im pädagogischen Alltag. Macht - Ohnmacht - Zuversicht, Otto Müller Verlag,  Salzburg, 1998, S.114-127.
- Titze, M. Treating Gelotophobia with Humordrama in  Humor & Health Journal, XVI, Nr. 4, 2007, S.1-11.
- Titze, M. Gelotophobia: The fear of being laughed at in  Humor. International Journal of Humor Research, 22 (1/2), 2009, S.27-48.
- Titze, M. & Eschenröder, C. Therapeutischer Humor. Grundlagen und Anwendungen Fischer TB Nr. 12650, Frankfurt, 1998, ISBN 3-596-12650-9 S.39-47.
- Titze, M. & Kühn, R. Lachen zwischen Freude und Scham: Eine psychologisch-phänomenologische Analyse der Gelotophobie Königshausen & Neumann, Würzburg, 2010, ISBN 978-3-8260-4328-4

## Links a páginas
- Gelotophobia - Universität Zürich
- Gelotophobia - Assessment and research association Archivado el 20 de enero de 2010 en Wayback Machine.
- Humor - International Journal of Humor Research (enlace roto disponible en Internet Archive; véase el historial, la primera versión y la última).  Band 22, Heft 1-2
- Gelotophobie - Webseite Michael Titze